# Jaak Vandemeulebroucke
Jaak Vandemeulebroucke (Avelgem, 27 mei 1943) is een Belgisch politicus voor de N-VA. Hieraan voorafgaand was hij lid van de Volksunie. Hij werd bekend door zijn strijd tegen de hormonenmaffia.

## Levensloop

### Jeugd
Jaak Vandemeulebroucke groeide op in Middelkerke, maar verhuisde na zijn huwelijk in 1967 naar Mariakerke. Hij studeerde in 1965 af aan de Katholieke Universiteit Leuven als licentiaat wijsbegeerte en letteren (groep geschiedenis). Hier leerde hij Maurits Coppieters en later ook Willy Kuijpers kennen en ontwikkelde hij zich tot Vlaams-nationalist.

### Professionele carrière
In 1966 werd hij werkzaam als leraar aan het Onze-Lieve-Vrouwecollege te Oostende. Hier bleef hij aan de slag tot 1974. Vervolgens was hij actief als docent aan het Hoger Instituut voor Sociale Studiën in De Haan. In deze periode was hij in 1969 mede-oprichter van de Vereniging Vlaamse Leerkrachten. Daarnaast was hij medestichter van de Vlaamse uitgeverij "De Nederlanden", die 60 boekentitels uitgaf, met het Heelnederlands vormingstijdschrift "Nieuw Vlaanderen". In 1970 trad hij toe tot het IJzerbedevaartcomité en vanaf 1972 was hij lid van de raad van beheer van het comité.
In 1971 werd Vandemeulebroucke lid van de partijraad van de Volksunie en in 1972 werd hij directeur van de West-Vlaamse afdeling van het Lodewijk Dosfelinstituut, het politiek vormingsinstituut van de partij. Zijn politieke carrière nam een aanvang met zijn verkiezing als gemeenteraadslid in Oostende voor de Volksunie in 1970. Hij behield dit mandaat tot 1996. Daarnaast was hij van 1974 tot 1977 lid van de Kamer van volksvertegenwoordigers voor het arrondissement Veurne-Diksmuide-Oostende. In de periode april 1974-april 1977 had hij als gevolg van het toen bestaande dubbelmandaat ook zitting in de Cultuurraad voor de Nederlandse Cultuurgemeenschap, die op 7 december 1971 werd geïnstalleerd en de verre voorloper is van het Vlaams Parlement. Van 1977 tot 1979 was hij aan de slag als adjunct-kabinetschef van toenmalig staatssecretaris voor Nederlandse Cultuur Vic Anciaux.
In 1980 was hij adviseur van Maurits Coppieters in het Europees Parlement. In 1981 volgde hij Coppieters op als Europees Parlementslid. Dit mandaat oefende hij vier legislatuurperiode uit tot 1998. In het Europees Parlement was hij van 1984 tot 1989 ondervoorzitter en van 1989 tot 1994 voorzitter van de Regenboogfractie en van 1994 tot 1998 ondervoorzitter van de Europese Radicale Alliantie. Hij hield zich vooral bezig met regionale, culturele en economische gelegenheden. Eind 1988 gaf hij zijn eerste persconferentie over het fraudenetwerk van de hormonenmaffia in de vleesindustrie.
Van 1977 tot 1998 maakte hij deel uit van het partijbestuur van de Volksunie en van 1986 tot 1989 was hij ondervoorzitter van de partij. Hij stond voor de laatste maal op een verkiezingslijst in 2000 als lijstduwer voor de provincieraad. Nadat de Volksunie in 2001 uiteenviel, werd hij bestuurslid van de N-VA voor de regio Oostende.
In 2006 was hij een van de N-VA'ers die tegen de komst van Jean-Marie Dedecker was. Hij verliet de N-VA en noemde Dedecker een politieke hooligan. Toen laatstgenoemde weer uit de ledenlijst was geschrapt, keerde Vandemeulebroucke terug.
Hij heeft een dochter, Eva Vandemeulebroucke, die eveneens politiek actief was bij N-VA.

## Publicaties
- Europa, omzien naar morgen
- De Hormonenmaffia, Hadewijch, Antwerpen/Baarn 1993
- Het vlees is zwak met Bart Staes, Hadewijch, Antwerpen, 1996